# Paul Bearer
William Alvin Moody (Mobile, 10 de abril de 1954 — Mobile, 5 de março de 2013) melhor conhecido por seus ring names Percy Pringle e Paul Bearer foi um produtor profissional de wrestling norte-americano, ficou conhecido em sua passagem pela World Wrestling Federation/Entertainment sendo gerente de The Undertaker, Kane e Mick Foley, enquanto Foley era Mankind.

## No Wrestling
Ele entrou no ramo de negócios de wrestling na adolescência como fotógrafo de lutas. Depois do colegial, ele se alistou na Força Aérea Americana, servindo por 4 anos em atividade, mas durante este tempo ele ocasionalmente lutou pela Gulf Coast.
Em 1991, ele foi manager do The Undertaker, usando uma maquiagem branca e um terno, que lhe dava uma aparência idêntica a um zumbi. Em 2010 ele voltou para a WWE para "ajudar" Undertaker contra seu irmão Kane, uma semana antes do Hell in a Cell. Porém o traiu, e ajudou Kane a ganhar.
Foi torturado por Edge na feud contra o World Heavyweight Champion Kane, em 2011, até que Kane já estava cansado dos jogos de Edge quando encontrou duas escadas com Paul Bearer encima, pensando que era apenas mais um boneco, Kane jogou as escadas em uma área muito alta só depois percebendo que aquele era o real Paul Bearer.
Em 2012, durante a feud entre Kane e Randy Orton, Kane havia atacado o pai de Orton, e Randy Orton também fez o mesmo, trancando Paul em um freezer, Porém Kane não foi lá para salva-lo, ele tirou Bearer do freezer e disse as palavras "Estou salvando você... de mim" e assim trancou Paul Bearer no freezer dando um fim ao personagem.
Em 2 de março de 2013, Moody participou da reunião anual de lutadores da Costa do Golfo em Mobile, Alabama, andando de cadeira de rodas. De acordo com o membro do conselho do clube "Cowboy" Bob Kelly, Moody estava com dificuldades respiratórias no evento. Ele estava tossindo e disse a amigos que iria procurar tratamento para problemas respiratórios, pois estava com problemas para ficar em pé na época. Kelly disse que Moody foi tratado por um coágulo de sangue após a reunião. Em 5 de março de 2013, Moody morreu em Mobile, Alabama, aos 58 anos devido a um ataque cardíaco. A causa do ataque cardíaco foi a taquicardia supraventricular, que causa uma frequência cardíaca perigosamente alta. Ele está enterrado ao lado de sua esposa no Serenity Memorial Gardens Cemetery em Theodore, Alabama.

## Vida Real
Paul Bearer encarnou nos tempos que passou pela WWE uma personagem que lembrou sempre a morte, com muitos interacções com "The DEADMAN" tanto lado a lado, como um contra o outro, mas antes de se juntar ao mundo do Wrestling, Paul Bearer teve de facto um trabalho numa funenária. 
No dia 5 de março de 2013, morreu em Mobile, Alabama aos 58 anos de idade, devido a uma infecção respiratória, que pegou uma semana antes, quando estava em Chicago. Vale lembrar que na última década, ele passou por diversos problemas de saúde, como obesidade mórbida e problemas na vesícula.

## WWE Hall of Fame
No dia 5 de abril de 2014, na noite anterior a Wrestlemania XXX, Paul Bearer foi induzido no Hall of Fame da WWE, sendo representado pelos filhos, Michael e Daniel Moody que receberam o anel característico do evento. O discurso de apresentação foi realizado por Glenn Thomas Jacobs (Kane) e teve ainda uma homenagem feita por Mark William Calaway, sob a personagem The Undertaker.